# Louis de Gruyère
Louis de Gruyère, mort vers 1492, un comte de Gruyère et seigneur d'Aubonne, issu de la famille de Gruyère, de la fin du XVe siècle. Il est également baron d'Aubonne, seigneur de Palézieux, de La Molière, de Corbière, co-seigneur d'Aigremont et du Val d'Ormont, conseiller et chambellan du duc de Savoie.

## Biographie

### Origines
Louis est le fils du comte de Gruyère, François Ier, et de Bonne Costa,. Il est surnommé « Monsieur d'Aubonne » dans sa jeunesse avant de monter sur le siège comtal de Gruyère. 

### Comte de Gruyère
Louis succède à son père en 1475,. Il hérite également de la terre d'Aubonne.
Son premier acte fut de confirmer, le 16 juillet 1475, les franchises de Gessenay accordées par ses ancêtres.
La même année, selon Hisely (1857), ou peut être en 1468, il épouse Claude ou Claudine, fille de Philibert de Seyssel, baron d'Aix.
Il prend part aux guerres de Bourgogne aux côtés des Confédérés. Cette position permit à la baronnie d'Aubonne d'être épargnée lors de la descente des Suisses dans le pays de Vaud, au cours de l'année 1475. Il est médiateur au congrès de la paix de Fribourg, en 1476, mettant fin à ces guerres de Bourgogne.
En 1487, il participe, aux côtés de Charles Ier de Savoie, à la reconquête du marquisat de Saluces mobilisant à cette occasion plus de 1 200 hommes.

### Mort et succession
Louis meurt vers 1492,,,, peut être en juillet, peu de temps après avoir rédigé son testament. Pour certains auteurs, cette mort pourrait avoir été lieu l'année suivante,. 
Son fils, François II, lui succède à la tête du comté en 1493.

## Famille
Louis de Gruyère épouse Claude ou Claudine († 1503), fille de Philibert de Seyssel et de Bonne de La Chambre,,.
Pour le comte Marc de Seyssel-Cressieu (1861-1922), dans son La maison de Seyssel : ses origines, sa généalogie, son histoire (1900), les époux n'ont qu'une fille, « Hélène, qui épouse Claude de Vergy, seigneur de Fromentes, chevalier de la Toison d'Or, maréchal et gouverneur des pays de Bourgogne ». À la mort du comte de Gruère, Claude de Seyssel se retire dans le château de Meillonnas, auprès de son frère le baron Gabriel de Seyssel.
Selon Hisely (1857), ils auraient eu trois enfants :
- Georges, décédé le 24 juillet 1469 en bas âge[15],[16].
- François, qui lui succède.
- Hélène, parfois dite Rose (mort le 18 octobre 1522), qui épouse le 19 juin 1500 Claude de Vergy (1485 - janvier 1560).

D'une relation hors mariage, il eut également Jean, Perronette, Claude et Marie.

## Sceau et écu

Armoiries des comtes de Gruyère.

Louis porte sur ses sceaux, de 1479 à 1492, des armes complètes (écu, cimier, tenants) semblables à celles de son père, c'est-à-dire une grue passante, le vol dressé.
Hubert de Vevey (1922) relève que la « chapelle du château de Gruyères existe encore un petit vitrail rond représentant un écu parti de Gruyère — de gueules à la grue passante d'argent, le vol dressé — et de Seyssel » (gironnè d'or et d'azur de huit pièces), datée de 1480 environ.